# Крница (Горје)
Крница (словен. Krnica) је насељено место у општини Горје, Горењска регија, Словенија.

## Историја
До територијалне реорганизације у Словенији била је у саставу старе општине Радовљица.

## Становништво
У попису становништва из 2011. године, Крница је имала 433 становника.
| Број становника према пописима | Број становника према пописима | Број становника према пописима |
| ------------------------------ | ------------------------------ | ------------------------------ |
| 1991                           | 2002                           | 2011                           |
| 365                            | 380                            | 433                            |

Напомена: Године 1952. повећана за насеља Покљука и Затрник, која су укинута. Године 2020. смањен за део насеља који је проглашен за ново самостално насеље Затрник.

## Галерија
- поглед на Триглав
- Јулијски Алпи, долина Крма
- Липанца, Јулијски Алпи
- Блејска коча на Липанки
- Покљушка клисура